# Wielka Pustynia Wiktorii

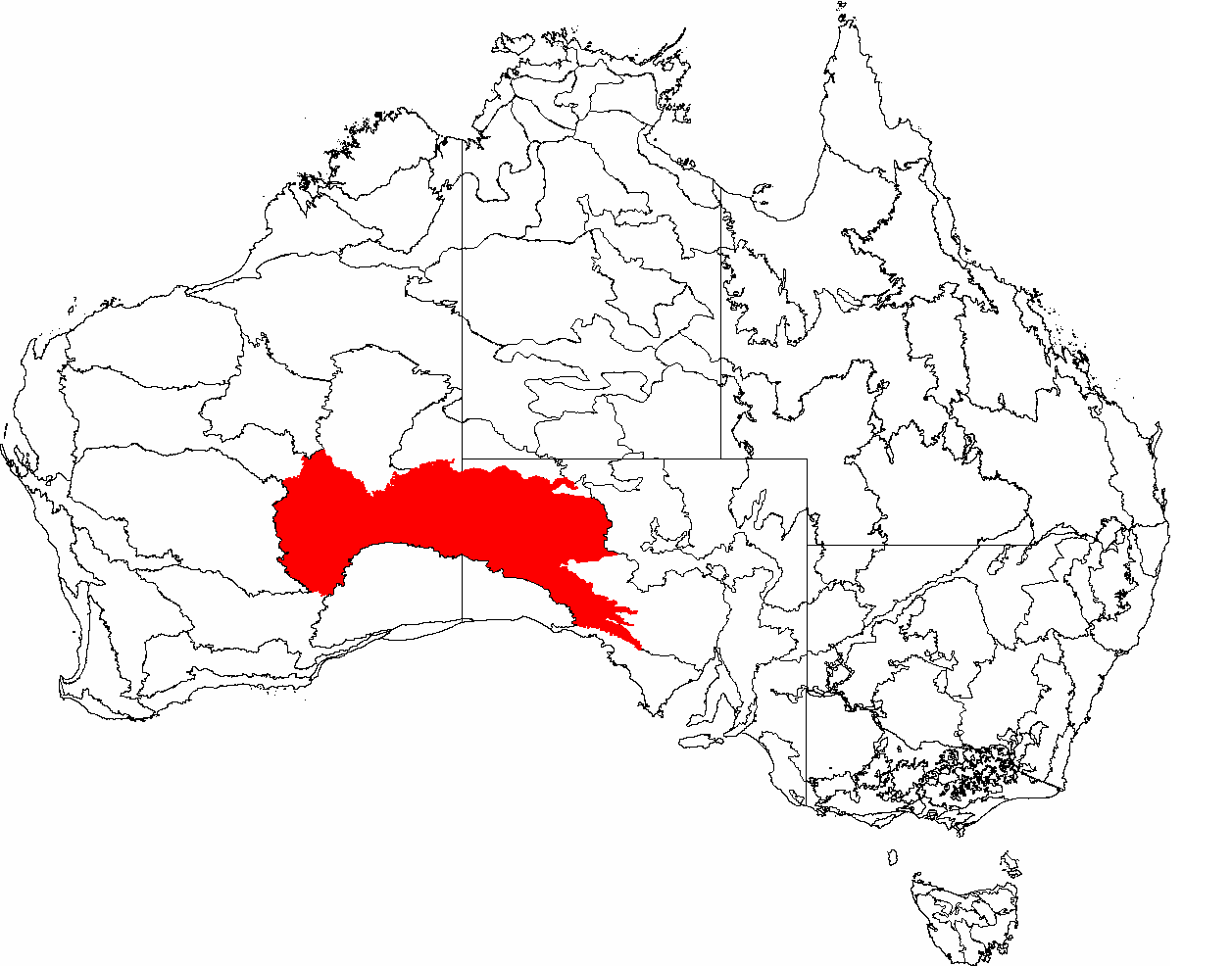
Wielka Pustynia Wiktorii (kolor czerwony)

Wielka Pustynia Wiktorii (ang. Great Victoria Desert) – piaszczysta pustynia w południowo-wschodniej części Australii Zachodniej i północno-zachodniej Australii Południowej granicząca od północy z Pustynią Gibsona. Obszar jej to 348 tys. km², a roczna suma opadów wynosi 200–250 mm.
To jałowy, suchy i z rzadka zaludniony region na południu Australii. Szeroki na ponad 700 km z zachodu na wschód i oddzielony od Wielkiej Zatoki Australijskiej niziną Nullarbor.
Letnie temperatury dnia sięgają od +32 do +40 °C. W zimie wynoszą od +18 do +23 °C.
Zamieszkuje ją wiele różnych grup australijskich aborygenów, tj. Kogara i Mirning.
W 1875 Brytyjczyk Ernest Giles jako pierwszy Europejczyk przeszedł pustynię. On też nazwał pustynię imieniem ówczesnej brytyjskiej Królowej Wiktorii.